# Wilhelm Röntgen
Wilhelm Conrad Röntgen [vílhelm kónrat réntgən], nemški fizik, * 27. marec 1845, Lennep, renska Prusija (sedaj predel Remscheida, Nemčija), † 10. februar 1923, München, Weimarska republika (sedaj Nemčija).

## Življenje in delo
Röntgen je ob preučevanju sevanja različnih tipov elektronk po naključju odkril nov tip elektromagnetnega valovanja, ki ga je poimenoval »žarki X«, pogosto pa ga po njem imenujemo rentgenski žarki. Odkril je tudi zaslon, s katerim je mogoče to valovanje zaznati, in dejstvo, da je z njim možno opazovati trdne strukture v človeškem telesu. Zaradi tega ga štejejo za začetnika uporabe slik pri medicinski diagnostiki.

## Priznanja

### Nagrade
Za svoje odkritje je prejel več priznanj, med drugim prvo podeljeno Nobelovo nagrado za fiziko leta 1901, Matteuccijevo medaljo leta 1896 in častni doktorat medicine Univerze v Würzburgu.

### Poimenovanja
Po njem se imenuje umetni element rentgenij odkrit leta 1994.